# Repsol
Repsol (BMAD REP), o Refinería de Petróleos de Escombreras Sociedad Anónima, és un grup petrolier i gasístic amb seu a Madrid.

## Història

2012-2025.

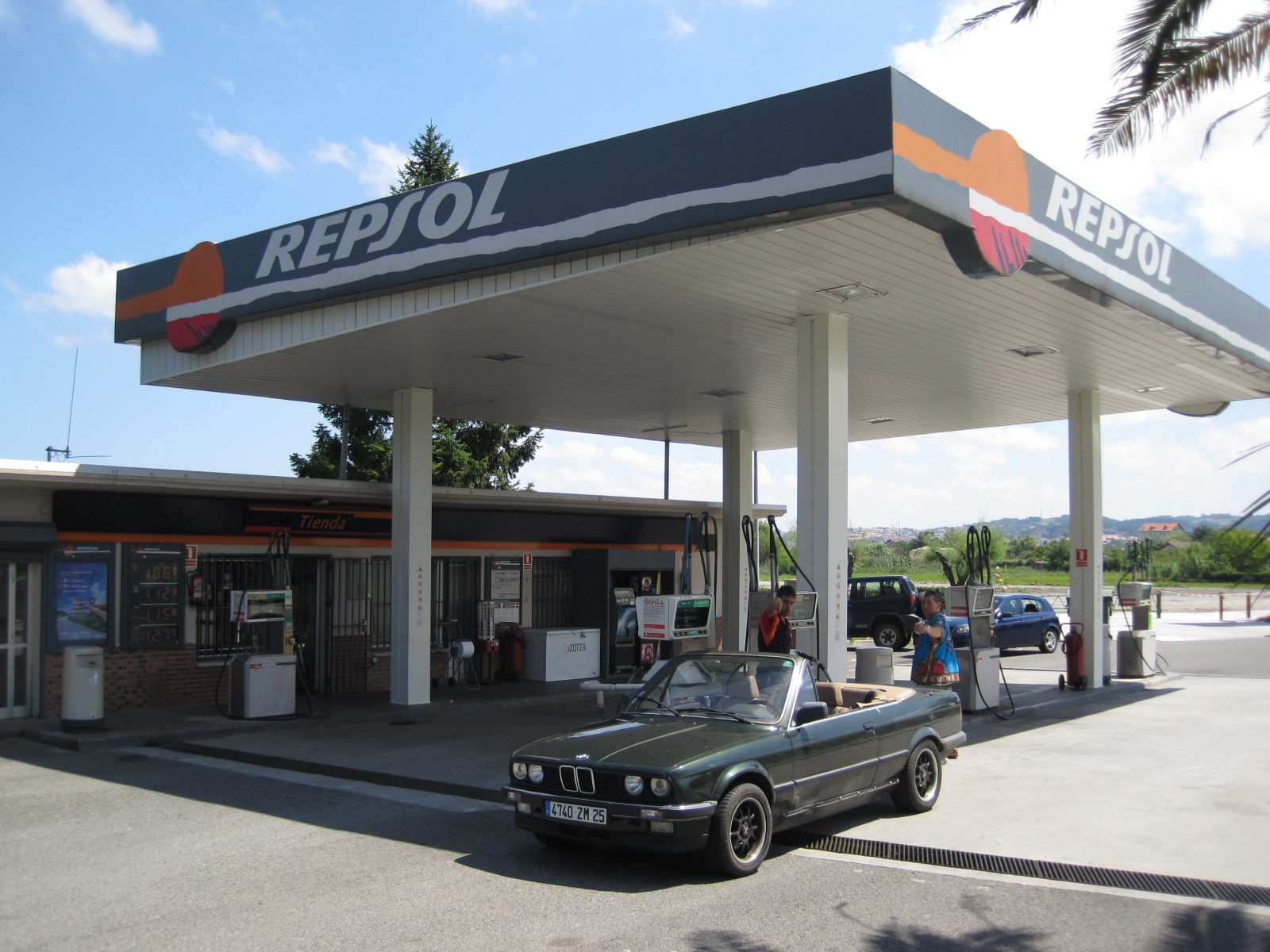
Estació de Repsol.

- 1981 Creació del INH: Organisme públic en el qual s'incorporen les participacions estatals de companyies del sector (principalment downstream). Entre elles es troba 'Butano SA', fundada el 1957.
- 1986 Creació de Repsol: El seu accionista únic és l'INH. Repsol aglutina les participacions en petroli, química, gas butà (Repsol Butà SA) i prospecció i exploració de l'Estat.
- 1987 La refineria de Tarragona pateix un atemptat d'ETA, el que es coneix com l'Atemptat d'Enpetrol.
- 1989 L'Estat (INH) inicia la privatització de Repsol. OPV del 26% del Capital de Repsol.
- 1991 Es crea la companyia Gas Natural.
- 1997 L'Estat culmina el procés de privatització de Repsol. OPV del 10% de Capital de Repsol.
- 1998 Repsol estudia la possibilitat d'acudir a la privatització d'YPF.
- 1999 Adquisició de YPF per part de Repsol.
- 2007 Compra del 14,9% per part de Grup Petersen, empresa argentina al comandament de Enrique Eskenazi.
- 2008 Els principals accionistes de Repsol, negocien la venda de les seves participacions en la petrolera Lukoil.
- 2012 Argentina nacionalitza el 51% de YPF el 16 d'abril, expropiant bona part de les accions en possessió de Repsol.[2]
- 2014 Repsol nomena Josu Joan Imaz nou conseller delegat de l'empresa.[3]

## Presidents de Repsol
- Óscar Fanjul (1987-1996)
- Alfonso Cortina (1996-2004)
- Antoni Brufau (2004 -)